# 南亚美蕨绳藓
南亚美蕨绳藓（学名：Garovaglia elegans），又名美蕨绳藓，为蕨藓科绳藓属下的一个种。